# Državna cesta D218
Die Državna cesta D218 (kroatisch für ,Nationalstraße D218‘) ist eine Nationalstraße in Kroatien. Sie bildet zugleich einen Teil der Europastraße 71. Die Straße zweigt rund einen Kilometer nördlich von Otric von der Državna cesta D1 nach Norden ab, übersteigt den Pass Srbski klanac (793 m) und führt bei Donji Srb nahezu an die Grenze zu Bosnien und Herzegowina. Sie verläuft dann in einigem Abstand zum Fluss Una, der teilweise die kroatisch-bosnische Grenze bildet. In Dobroselo mündet die von Bruvno an der D1 kommende D506 ein. Die Straße setzt sich nach Donji Lapac fort. In Užljebić führt sie über die bosnische Grenze und erreicht als M11 (Bosnien und Herzegowina) die M5 (Bosnien und Herzegowina) 8 km südöstlich der Stadt Bihać.
Die Länge der Straße wird mit 52,02 km angegeben (nach Karte 65 km).